# Паолизи
Паолѝзи (на италиански: Paolisi) е село и община в Южна Италия, провинция Беневенто, регион Кампания. Разположено е на 270 m надморска височина. Населението на общината е 1983 души (към 2012 г.).